# Ropica tamborensis
Ropica tamborensis là một loài bọ cánh cứng trong họ Cerambycidae.